# Neoeutrypanus generosus
Neoeutrypanus generosus là một loài bọ cánh cứng trong họ Cerambycidae.